# День безопасного транспорта (Иран)

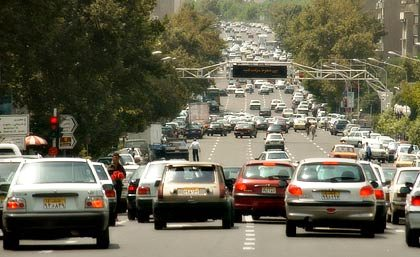
Автомобильное движение в Тегеране

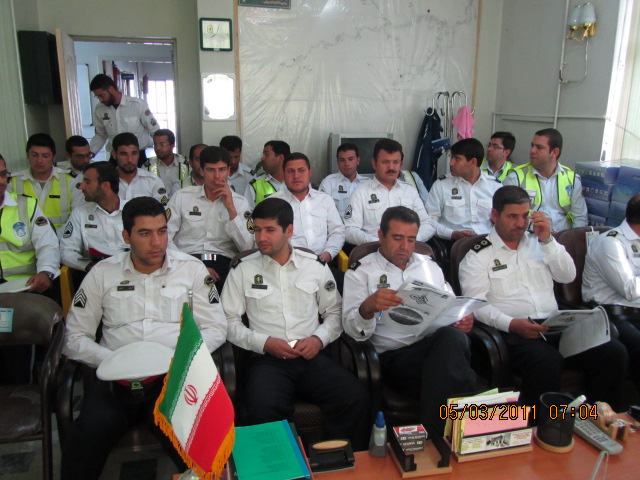
Офицеры дорожной полиции Ирана

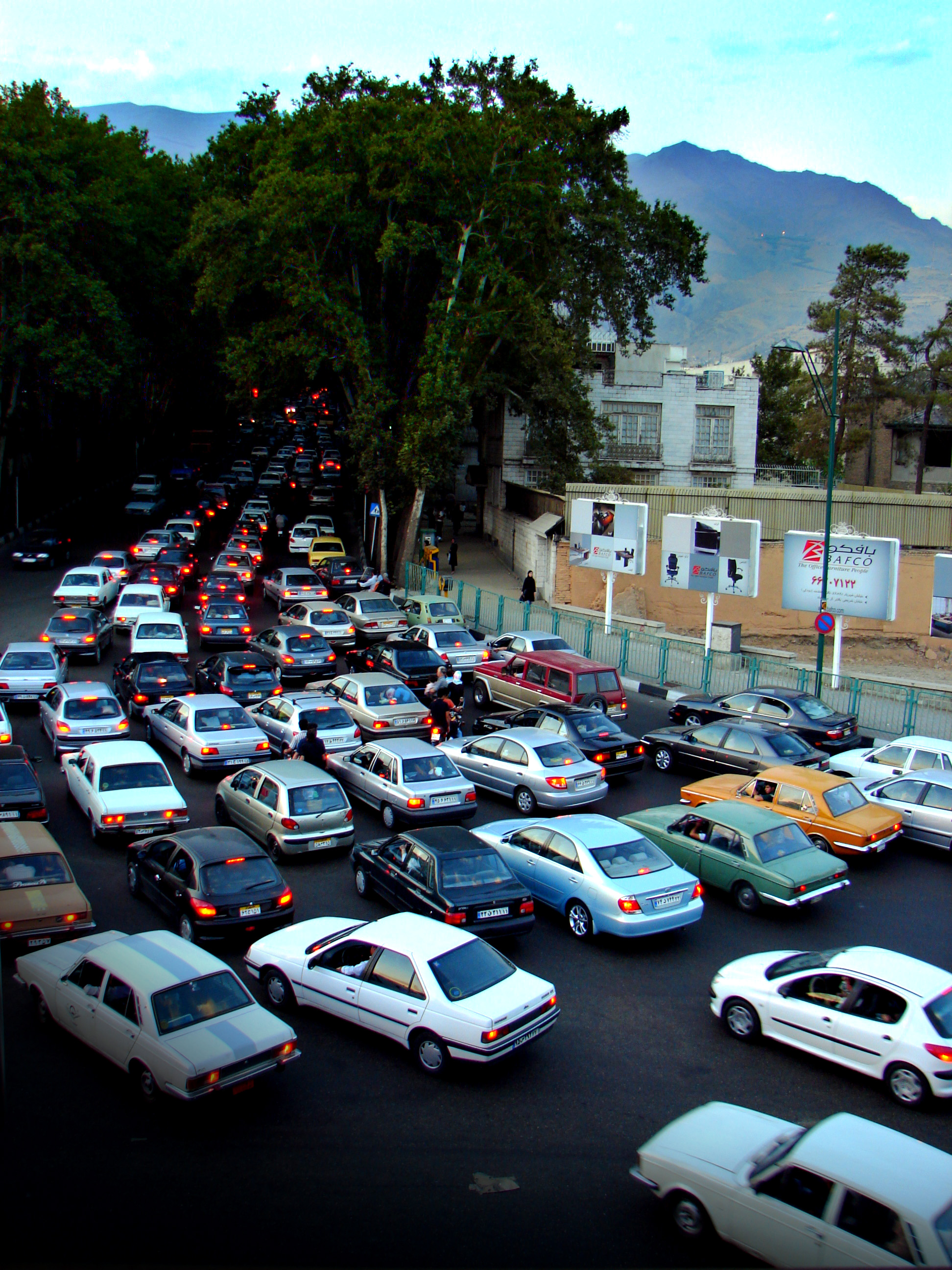
Пробка на улице Валиаср в Тегеране

День безопасного транспорта (перс. روز ایمنی و حمل و نقل‎) — иранский праздник, который отмечается 27 апреля (7 ордибехешта по иранскому календарю).

## История
23 августа 2016 года состоялось заседание Верховного совета культурной революции Ирана, на котором было оглашено решение о добавлении в иранский календарь «Дня безопасного транспорта». Правительство хочет таким образом привлечь внимание широкой общественности к важности соблюдения правил дорожного движения.
В последние годы правительство Ирана уделяет особенное внимание пропаганде правильного поведения на дорогах — как для водителей, так и для пешеходов. Каждый день в Иране происходит огромное количество автомобильных аварий, вызванных главным образом неосторожностью водителей.
18 государственных учреждений Ирана принимают участие в правительственном проекте по улучшению ситуации на дорогах: ужесточению наказаний за несоблюдение правил дорожного движения, а также созданию программ просвещения населения о правилах поведения на дороге.
За последнее десятилетие в Иране в ДТП погибло около 300 тысяч человек, из низ 17% — в провинции Тегеран.

## Автомобильный транспорт в Иране
Автомобильный транспорт в Иране имеет крайне высокое значение, поскольку 83% от общего объёма пассажирских и грузовых перевозок в стране приходится на его долю, что находит объяснение в слабом развитии железнодорожного транспорта.
Иранское государство вкладывает значительные финансовые ресурсы в строительство, а также в некоторых случаях усовершенствование многорядных шоссейных дорог, создание вторых полос движения на обычных асфальтированных шоссейных дорогах, покрытие асфальтом грунтовых дорог и модернизацию дорожной техники и улучшению технологии строительства дорожного полотна. На данный момент длина многорядных шоссейных дорог в стране достигла цифры в 1900 километров. Похожее число многорядных шоссе на данный момент строятся.
В городах и селах огромной популярностью пользуются мотоциклы, гораздо более дешевые, чем легковые машины. Постоянные нарушения правил эксплуатации мотоциклов также зачастую становится причиной ДТП (вождение без шлема, перегруз и т.д.).